# جون ه مور الثاني
جون ه مور الثاني (بالإنجليزية: John H. Moore II)‏ (و. 1927 – 2013 م) هو محاماة، ومحام، وقاض من الولايات المتحدة الأمريكية ولد في اتلانتيك سيتي.

## التعليم
تعلم في جامعة سيراكيوز.